# Matronicowate
Matronicowate (Ceratiidae) – niewielka rodzina morskich, drapieżnych ryb żabnicokształtnych (Lophiiformes).

## Występowanie
Ocean Atlantycki, Spokojny i Indyjski, w strefie przydennej (bental) szelfu i stoku kontynentalnego, na głębokościach do 4000 m.

## Cechy charakterystyczne

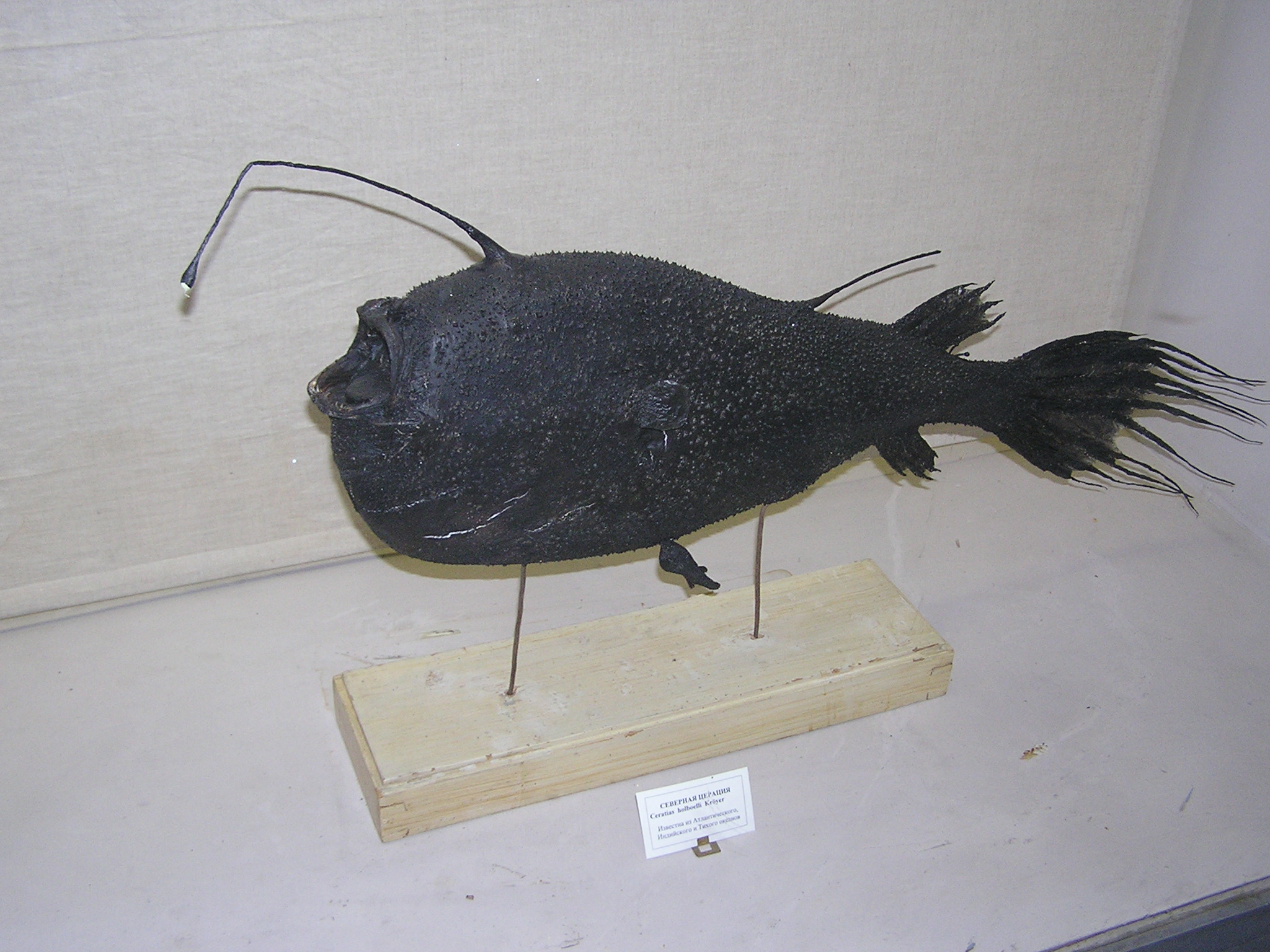
Samica i samiec matronicy w muzeum w Petersburgu

Wyróżniają się specyficznym sposobem rozmnażania. Samica jest nosicielem pasożytującego na niej i dużo mniejszego (ok. 20 razy) samca (lub kilku samców). Samiec wgryza się w ciało samicy i na ogół nie opuszcza jej do końca życia (staje się osobliwą naroślą na jej ciele, zostaje pozbawiony wszystkiego oprócz układu oddechowego i narządów płciowych). Ciało samic jest krępe, kuliste, wydłużone, głowa duża z dużym, szerokim otworem gębowym. Pierwsze dwa lub trzy promienie płetwy grzbietowej przekształcone w illicium – rodzaj "wędki ze świecącą przynętą", pełniącej funkcję wabika dla ofiary. Brak płetw piersiowych. Osiągają od 70 cm do maksymalnie 120 cm (Ceratias holboelli)

## Klasyfikacja
Rodzaje zaliczane do tej rodziny:
Ceratias — Cryptopsaras